# Анталья (залив)
Анталья (тур. Antalya Körfezi) — залив на юге Турции.

## Описание

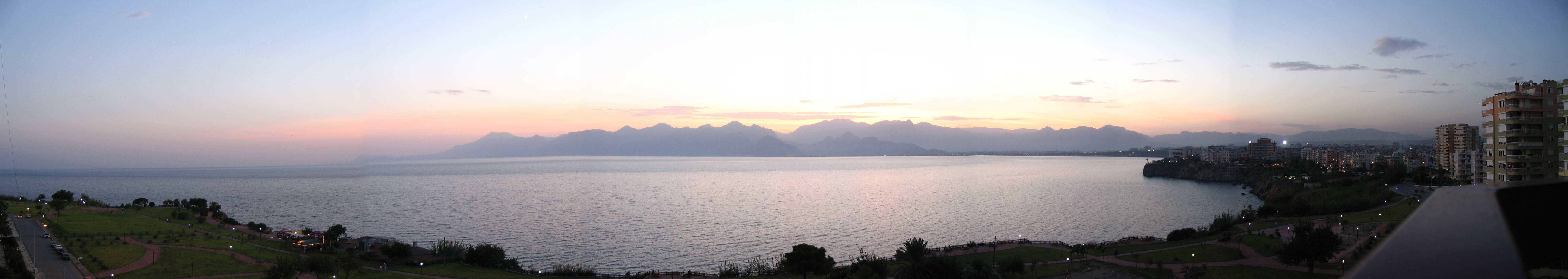
Горы Тавра в городе Кемер

Залив тянется от Анамура на востоке до Восточного Тавра на западе. Длина по прямой составляет 200 км. В заливе не имеется каких-либо значительных островов. Он охватывает знаменитый курортный регион, Турецкую ривьеру (220 км от Кемера до Газипаши). Побережье частично является крутым с высокими скалами (прежде всего, на крайнем востоке и западе), имеют место также низкие песчаные пляжи с низкими кустами и сосновой растительностью.
В залив впадает река Аксу.

## Места
Дающее имя заливу и крупнейший город — Анталья. Самая важная отрасль экономики региона — туризм. Другие города побережья залива: Кемер, Белек, Манавгат, Сиде, Аланья.